# Пусанский национальный музей науки
Пусанский национальный музей науки (кор. 국립부산과학관 Кунним Пусан квахаккван) — музей, расположенный в западной части Восточно-Пусанского туристического комплекса в Киджан-гуне города-метрополии Пусан, Республика Корея. Музей находится в подчинении министерства науки, информационно-коммуникационных технологий и планирования будущего Кореи. Музей предлагает экспозиции, рассказывающие об истории развития научных знаний и современных технологиях.